# Фоминская (Черевковское сельское поселение, у д. Демьяновская)
Фоминская — деревня в Красноборском районе Архангельской области. Входит в состав Черевковского сельского поселения.

## География
Находится в юго-восточной части Архангельской области на расстоянии приблизительно 58 км на северо-запад по прямой от административного центра района села Красноборск на левобережье реки Северная Двина.

## История
В 1939 году в Ляховском сельсовете Черевковского района отмечались деревни Фоминская 1-я и 2-я. Ныне они представляют составные части объединенной деревни.

## Население
Численность населения: 42 человека (русские 98 %) в 2002 году, 19 в 2010.